# Dolón
Dolón (řecky Δόλων, latinsky Dolon) je v řecké mytologii syn bohatého trojského občana.
Jeho otec byl Euménos, který vedle syna měl ještě pět dcer. Hlavně však měl zlato, bronz. Dolón nepobral zrovna moc krásy, byl však "rychlý v běhu". Bažil po bohatství a miloval ušlechtilé koně. Není tedy divu, že byl přítomen na sněmu, který svolal Hektór, velitel trojských vojsk. Hektór hledal muže, odhodlané dostat se do nepřátelského tábora a vyzvědět tam co nejvíc o připravovaných krocích. Za úspěchy nabízel i ušlechtilé koně a krásné vozy. Dolón projevil velký zájem. Jeho snem bylo získat skvělé spřežení samotného Achillea, což mu Hektór pod přísahou slíbil.
Na cestě do řeckého tábora ho však objevili Odysseus a Diomédes, kteří podobně byli na výzvědné cestě v táboře Trójanů. Pronásledovali Dolóna, zaútočili na něj oštěpem, chytili ho a vystrašeného, slibujícího bohatství, když mu dají volnost. Donutili Dolóna, aby jim prozradil plány obránců Tróje, popsal, jak mají rozestavěna vojska, jízdu, povozy. Když Diomédés všechno vyslechl, bez váhání Dolóna zabil, srazil mu mečem vaz.
Řekové potom pobili řadu trojských bojovníků.

## Odraz v umění
- Homér: Ilias, zpěv desátý